# Gare de Jonquières-Saint-Vincent
Pour les articles homonymes, voir Gare de Saint-Vincent.
La gare de Jonquières-Saint-Vincent est une gare ferroviaire française (fermée aux voyageurs) de la ligne de Tarascon à Sète-Ville, située sur le territoire de la commune de Manduel, à proximité de Jonquières-Saint-Vincent et de Bellegarde, dans le département du Gard, en région Occitanie.
Elle s'appelle « Bellegarde », lorsqu'elle est mise en service en 1839 par la Compagnie des mines de la Grand'Combe et des chemins de fer du Gard. Elle est fermée fin 2011 au service des voyageurs, par la Société nationale des chemins de fer français (SNCF).

## Situation ferroviaire

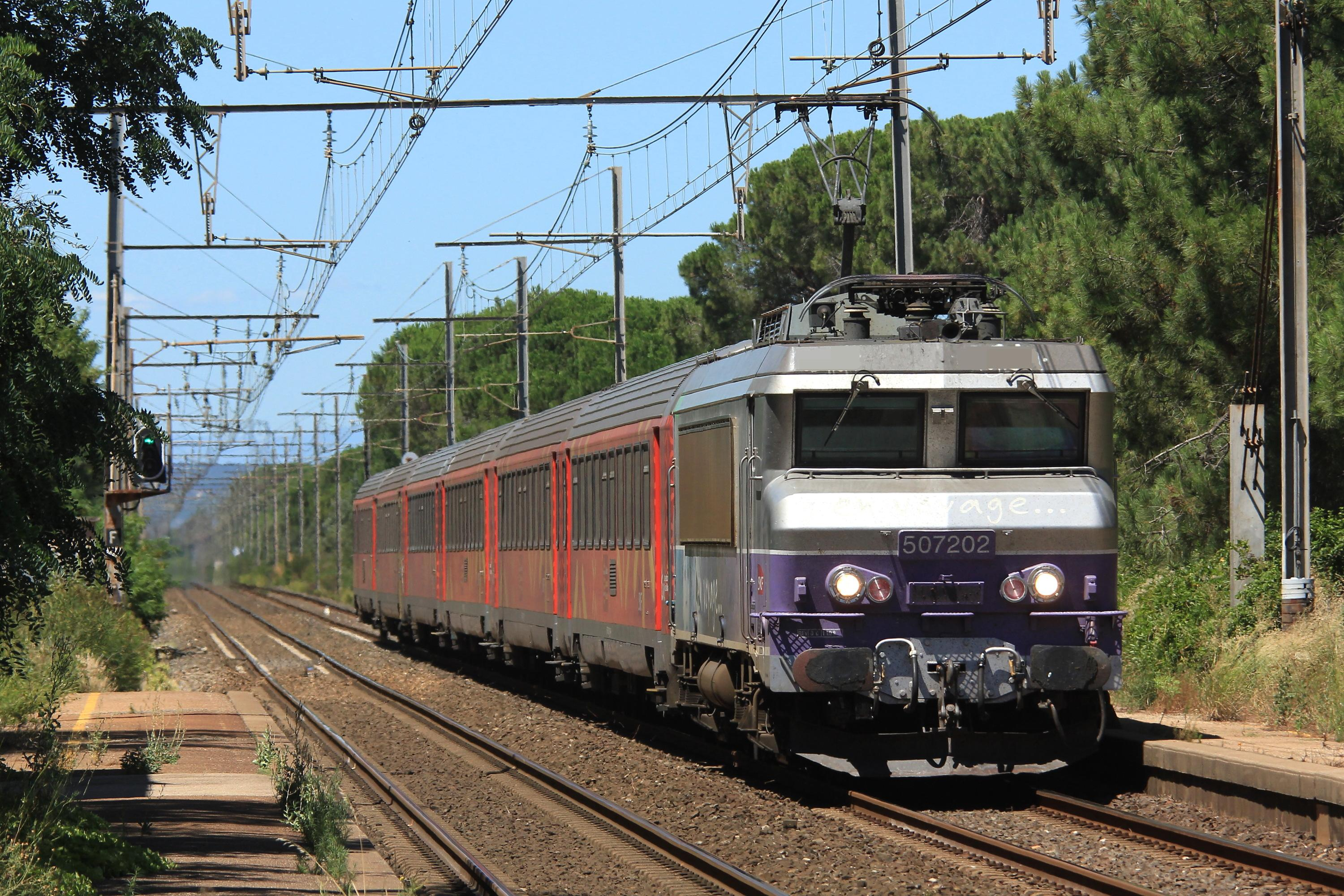
Un TER passant sans arrêt en gare.

Établie à 62 mètres d'altitude, la gare de Jonquières-Saint-Vincent est située au point kilométrique (PK) 11,305 de la ligne de Tarascon à Sète-Ville, entre les gares ouvertes aux voyageurs de Beaucaire et de Nîmes-Pont-du-Gard.

## Histoire
La station de Bellegarde est mise en service par la Compagnie des mines de la Grand'Combe et des chemins de fer du Gard le 15 juillet 1839, lors de la mise en service de la section de Nîmes à Beaucaire de la ligne d'Alais à Beaucaire ouverte en totalité le 19 août 1840.
Un nouveau bâtiment voyageurs est édifié en 1870, et c'est en 1904 qu'elle prend le nom de Gare de Jonquières-Saint-Vincent.
En octobre 2011, c'est un point d'arrêt non géré (PANG) à entrée libre de la SNCF. Desservi par des trains TER Languedoc-Roussillon qui effectuent des missions entre les gares d'Avignon-Centre et de Narbonne.
En raison de sa faible fréquentation, la desserte est suspendue et l'arrêt est fermé aux voyageurs à la fin de l'année 2011.